# Kepler-186e
Kepler-186e es uno de los cinco exoplanetas encontrados alrededor de la estrella Kepler-186, en la constelación de Cygnus, a 492,5 años luz de la Tierra. Su descubrimiento se confirmó en 2014, después de que el telescopio espacial Kepler detectase varios tránsitos del objeto frente a su estrella desde la perspectiva del observatorio. Su radio es de 1,33 R⊕, por debajo del límite teórico establecido por los expertos que separa a los cuerpos terrestres de los gaseosos. Por tanto, es probable que sea un planeta telúrico.
Los otros cuatro exoplanetas confirmados en el sistema Kepler-186 son Kepler-186b, Kepler-186c, Kepler-186d y Kepler-186f. Excepto el último, todos tienen órbitas reducidas y, como consecuencia, es probable que sus temperaturas sean muy elevadas. Kepler-186f es el primer objeto exoplanetario de masa terrestre descubierto que pertenece a la zona de habitabilidad de su sistema.

## Características
Kepler-186 es una estrella tipo K-tardío, que podría ser considerada como enana roja tanto por su tamaño como por su luminosidad, con una masa de 0,48 M☉ y un radio de 0,47 R☉. Su metalicidad (-0,28) es semejante a la del Sol aunque algo menor, lo que sugiere una relativa escasez de elementos pesados (es decir, todos excepto el hidrógeno y el helio). El límite de acoplamiento de marea del sistema está entre el centro de la zona habitable y su confín externo, a 0,3752 UA de la estrella. Puesto que su semieje mayor es de apenas 0,13 UA, Kepler-186e está demasiado cerca como para superar el límite, al igual que el resto de planetas de su sistema con la excepción de Kepler-186f. Por tanto, es muy probable que su rotación esté sincronizada con su órbita, y cuente con un hemisferio diurno y otro nocturno.
El radio del planeta es de 1,33 R⊕, casi idéntico al del segundo exoplaneta encontrado en el sistema, Kepler-186c. Está muy por debajo del límite de 1,6 R⊕ que separa a los planetas telúricos de los de tipo minineptuno, aunque no tanto como su compañero Kepler-186b. Si la composición del objeto es semejante a la de la Tierra, su masa sería de unas 2,3 M⊕ y su gravedad un 29 % mayor que la terrestre. Por su perfil, es probable que sea un planeta telúrico como la Tierra o Venus, aunque la posibilidad de que se trate de un mundo oceánico aún no ha podido ser descartada. Sin embargo, considerando la proximidad entre el objeto y su estrella, cabría esperar que perdiese casi toda su atmósfera, especialmente el hidrógeno por escape hidrodinámico.
Por su ubicación en el sistema y la luminosidad de su estrella, la temperatura de equilibrio de Kepler-186e es de 46,35 °C. Si su atmósfera y albedo son parecidos a los de la Tierra, su temperatura media superficial rondaría los 84 °C. Sin embargo, al igual que los tres planetas descubiertos antes que él en el sistema, es probable que por la cercanía respecto a su estrella, la consecuente pérdida de agua, el anclaje por marea y la mayor actividad volcánica —a consecuencia de su masa y ubicación en el sistema—; sufra un efecto invernadero descontrolado que incremente significativamente sus temperaturas. En Venus, que proporcionalmente orbita a una distancia muy superior a la de Kepler-186e, la diferencia entre la temperatura de equilibrio y la temperatura media en la superficie es de casi 500 °C.

## Sistema
Kepler-186e es el cuarto exoplaneta confirmado en el sistema Kepler-186. Poco antes se descubrieron tres más, Kepler-186b, Kepler-186c y Kepler-186d; y justo después Kepler-186f. Todos salvo este último orbitan a distancias muy próximas entre sí y respecto a su estrella. Kepler-186e completa una órbita alrededor de su astro cada 22,41 días, Kepler-186b cada 3,89, Kepler-186c cada 7,27 y Kepler-186d cada 13,34. Durante la distancia mínima de intersección orbital, la separación entre cada uno de ellos y sus planetas más cercanos, permanece entre los cuatro y los cinco millones de kilómetros, casi diez veces más cerca que la distancia mínima entre Venus y la Tierra, y solo doce veces más que la distancia entre la Luna y la Tierra.